# The Last Mission
The Last Mission — аркадная приключенческая компьютерная игра, созданная испанским разработчиком Педро Руисом и выпущенная компанией Opera Soft в 1987 годy.
В игровом мире действие происходит в будущем после того, как на Земле произошло восстание машин и она была превращена в большую подземную базу роботов. Человечество для раскрытия планов планетной защиты посылает робота OR-CABE-3, который находит нужную информацию, но ему нужно выбраться на поверхность Земли. С этого момента игрок управляет OR-CABE-3, поднимаясь этаж за этажом и сражаясь с различными врагами. При этом управляемый робот имеет две различные разделяемые части, на взаимодействии которых строятся игровые механики.
The Last Mission была разработана и для Amstrad CPC и выпущена в марте 1987 года. В дальнейшем игра была портирована и выпущена на ZX Spectrum, MSX, MSX 2, DOS, Amstrad PCW, Atari ST. Существуют версии на испанском, английском и французском языках. Распространением The Last Mission в Европе занимались компании Opera Soft, Infogrames, Loriciel. Помимо этого, игра выходила в составе нескольких сборников.
Игровая пресса отметила в игре детализированную графику, удачную комбинацию скоростного игрового процесса и разнообразия, а сюжет получил неоднозначные отзывы.

## Игровой мир
События в The Last Mission происходят через сотни лет после того, как Земля стала жертвой автоматизации. Человечество создавало роботов, которые постепенно становились всё умнее и могущественнее, и люди стали жертвами собственного прогресса. Самые разумные машины начали революцию, известную как «Восстание машин», восстав против человечества и других средств автоматизации. Для этого они захватили всю Землю и уничтожили всё живое, стерев следы всей среды и культуры. Далее планета была роботизирована, и превращена в гигантскую подземную базу.
Оставшееся выжившие люди после длительных поисков нашли обитаемую планету NOVA, подходящую для восстановления цивилизации. Данная колония прислала на Землю корабль с специально запрограммированным роботом OR-CABE-3, который является последней надеждой человечества в его борьбе. Миссия начинается в самом центре подземной базы, куда робот смог прокрасться и получить информацию о том, как устроена её защита. У создателей робота получилось решить задачу поиска и получения информации, но для того, чтобы выбраться из комплекса, необходима помощь человека. Задачей игрока, как опытного оператора машины, является подъём робота на поверхность, уровень за уровнем, и при этом нужно преодолеть сопротивление врагов. Местные автоматизированные системы могут не знать что OR-CABE-3 управляет человек, и этот фактор в сочетании с внезапностью имеет важное значение. На поверхности ждёт космический корабль, который отвезёт на NOVA полученное и позволит человечеству восстановиться и уничтожить тиранию искусственного интеллекта на Земле.

## Игровой процесс

Игровой процесс The Last Mission, версия для DOS. Слева-внизу находится гусеничное основание OR-CABE-3 без башни. Продвижению дальше мешает препятствие справа, которое неуничтожимо слева, и поэтому управляемая игроком башня облетела через другие экраны и вышла справа, и теперь использует лазер для расчистки. Над башней и гусеничным основанием по одному подвижному NPC, а на пути вверх перемещается по горизонтали заряд, соприкосновение с которыми смертельно

The Last Mission представляет собой приключенческую аркаду, в которой игрок управляет роботом OR-CABE-3, состоящим из двух частей. Первая — это подвижное гусеничное основание, которое является энергетической базой робота. Вторая — это подвижная башня, которая может изменять направление по горизонтали и стрелять лазером. Особенностью является то, что башня может отделяться от основания, и так OR-CABE-3 может работать в двух режимах: когда основание и башня находятся вместе, и когда они отделены. В первом случае происходит перемещение всего робота только по горизонтали, а во втором случае основание остаётся в месте отделения, но при этом башня может летать в произвольном направлении плоскости экрана.
Для прохождения The Last Mission игроку необходимо провести всего робота на самый верхний уровень, преодолевая этаж за этажом подземной базы (один этаж — один уровень). Всего имеется десять подземных уровней и один на поверхности планеты. Для того, чтобы подняться на один этаж, OR-CABE-3 необходимо проехать по горизонтали весь уровень, где его в конце поднимает лифт. Однако, данное перемещение сопряжено с трудностями: в ряде случаев робот не может проехать целиком, так как ему мешают препятствия. Для их ликвидации и продвижения дальше необходимо отделять башню от основания и облетать препятствие, чтобы его расчистить с другой стороны с помощью лазера.
Игроку препятствуют летающие враги, опасные разряды в ограниченном пространстве и др. Для уничтожения врагов можно использовать лазерную пушку робота, которая установлена в его башне и может стрелять по горизонтали налево или направо в зависимости от текущего направления. Лазер стреляет всегда горизонтально, он уничтожает врагов (кроме неуязвимых) и позволяет расчищать препятствия на пути. От интенсивной стрельбы лазерная пушка может перегреться, и в этом случае игрок потеряет жизнь. Если башня OR-CABE-3 сталкивается с опасным объектом, то игрок теряет жизнь. Гусеничное основание уничтожается при соприкосновении его с врагом, или в случае попадения в него лазера робота. При этом оно пропадает на текущем экране, но может быть получено заново в начале уровня.
Изначально даётся 10 жизней. Если игрок проходит один этаж, то ему даётся одна жизнь. Ещё одной характеристикой OR-CABE-3 является запас энергии, который уменьшается в случае, если башня робота отделена от гусеничного основания. Данный запас не зависит от потери жизней и не восполняется. Игра заканчивается если игрок теряет все жизни или из-за полного расхода энергии.

## Разработка и выпуск
The Last Mission входит в одну из трёх игр, которые разрабатывались в 1986 году компанией Opera Soft для её дебюта. Разработка The Last Mission проводилась под руководством Педро Руиса (исп. Pedro Ruiz), являющегося директором и одним из основателей компании. При этом в проекте Педро Руис выполнял задачи геймдизайна и программирования, а над графикой работал Карлос Альберто Диас де Кастро (исп. Carlos A. Díaz de Castro). Изначально игра была разработана для Amstrad CPC и выпущена в марте 1987 года. В течение 1987 года The Last Mission была портирована и выпущена на ряде платформ: ZX Spectrum, MSX, MSX 2, DOS, Amstrad PCW, Atari ST. Первая вышедшая версия имела интерфейс на испанском языке, но в последующем была проведена локализация и игра была издана на английском и французском языках. Распространением в Европе занималось несколько издателей: Opera Soft в Испании, Infogrames в Германии, Loriciel во Франции.
The Last Mission вышла в составе нескольких сборников игр: 2 Por 1: Goody + The Last Mission как совместный выпуск с игрой Goody; Opera Storys 1, вышедший в 1989 году как сборник издателя Opera Soft;Pack Opera 25 (с исп. — «Пакет компании Opera Soft 25»), состоящий из 26 игр и выпущенный Digital Dreams Multimedia в 1994 году.

## Оценки и мнения
| Иноязычные издания    | Иноязычные издания | Иноязычные издания | Иноязычные издания | Иноязычные издания |
| Издание               | Оценка             | Оценка             | Оценка             | Оценка             |
| Издание               | Amstrad CPC        | Amstrad PCW        | DOS                | ZX Spectrum        |
| --------------------- | ------------------ | ------------------ | ------------------ | ------------------ |
| MicroHobby            |                    |                    |                    | 41/60              |
| Micromanía            | 14/20              |                    |                    |                    |
| Power Play            |                    |                    | 67/100             |                    |
| Amstrad Sinclair Ocio |                    | 10/10              |                    |                    |

В целом, игровая пресса встретила The Last Mission положительно, отметив детализированную графику в сочетании с удачной комбинацией скоростного игрового процесса и разнообразия. Из недостатков была отмечена ускорение игры на компьютерах с большей частотой микропроцессора, а сюжет получил неоднозначные отзывы.
В рецензии MicroHobby версии для ZX Spectrum сказано, что графика хорошо выполнена на уровне персонажей, а обстановка на некоторых экранах «отрезвляющая». Самой заметной и особенностью The Last Mission, впечатлившей редакцию журнала, названо сочетение скорости и стрельбы происходящих событий. Также были оставлены положительные отзывы о том, как построены уровни игры — перемещение по экранам и подъём на лифтах. В итоге журналисты пожелали разработчикам Opera Soft сохранять достигнутый уровень графики и увлекательности и таким образом создавать в будущем хорошие продукты
Авторы обзоров Micromania и Amstrad Sinclair Ocio для платформ Amstrad CPC и Amstrad PCW соответственно отметили, что Opera Soft стала известной за последние месяцы своими работами Livingstone Supongo и Cosa Nostra, и теперь её выпуск The Last Mission является продолжением линейки хороших игр. Рецензенты посчитали графику хорошей с высоким уровнем детализации и анимации, что позволило реализовать игровые механики на точность движения и стрельбы игрока. От Micromania было сообщено, что идея у игры отличная, но вместе с тем указано, что The Last Mission по сути представляет собой лабиринтовую игру. В Amstrad Sinclair Ocio посчитали, что игра великолепно сочетает скорость и детализацию элементов, а также разнообразие врагов. По мнению критиков журнала, The Last Mission обладает высоким качеством, и это стало стандартом Opera Soft.
Описание версии для DOS было опубликовано в Power Play, где было сказано, что игра работает слишком быстро для компьютеров с 8 МГц, и это требует высокой реакции игроков. Сюжет The Last Mission в публикации был назван «идиотическим», но, тем не менее, в обзоре было сказано, что игра подарит её владельцам несколько «горячих часов».
В ретроспективе The Last Mission рассматривается как «любопытная космическая аркада», у которой есть некоторые важные особенности.